# 私が死んでも
『私が死んでも』（わたしがしんでも、中国語: 我虽死去）は、中国が文化大革命の時期にあった1966年8月に、「生徒たちから暴行を受けて命を落とした」学校副校長の卞仲耘について、胡傑監督が制作した、2006年制作の中国のドキュメンタリー映画。

## 概要
文化大革命の最中、当時の北京師範大学附属女子中学（後に共学となった、北京師範大学附属実験中学の前身）の副校長であった卞仲耘（べん・ちゅううん、1916年 - 1966年）が、軍出身の有力者である宋任窮の娘・宋彬彬らをリーダーとする生徒たちの紅衛兵によって暴行を加えられ、撲殺されるに至った。
この映画の中には、亡くなった卞仲耘の夫で、撮影当時85歳になっていた王晶尭（王晶垚）の証言や、彼が撮影した写真も盛り込まれている。この映画は、中国では、中国共産党が敏感に反応して上映を禁じられたが、その理由のひとつは「卞仲耘が務めていた中学校の生徒であった元紅衛兵たちの多くは、高級幹部の一族であり、現在もなお尊敬される立場にある」ことにあったとされる。
この作品は、インターネット上でも公開されている。